# Xã Campton, Quận Kane, Illinois
Xã Campton (tiếng Anh: Campton Township) là một xã thuộc quận Kane, tiểu bang Illinois, Hoa Kỳ. Năm 2010, dân số của xã này là 17.174 người.